# Craterispermum laurinum
Craterispermum laurinum är en måreväxtart som först beskrevs av Jean Louis Marie Poiret, och fick sitt nu gällande namn av George Bentham. Craterispermum laurinum ingår i släktet Craterispermum och familjen måreväxter. Inga underarter finns listade i Catalogue of Life.